# Liquiçá
Liquiçá (en tetun Likisá) es una ciudad costera de Timor Oriental, a 32 km al oeste de Dili, la capital del país. La ciudad de Liquiçá tiene 19.000 habitantes y es capital del distrito homónimo.
En abril de 1999, en la campaña de intimidación y violencia que precedieron al referéndum sobre la independencia, más de 200 personas fueron asesinadas en la iglesia de Liquiçá, cuando miembros de la milicia Besi Merah Putih, apoyados por soldados y policías indonesios, atacaron la iglesia.
- Datos: Q946959
- Multimedia: Liquiçá (city) / Q946959